# Samuel J. Randall
Samuel Jackson Randall, född 10 oktober 1828 i Philadelphia, död 13 april 1890 i Washington DC, var en amerikansk demokratisk politiker. Han var den 33:e talmannen i USA:s representanthus 1876-1881.
Randall var ledamot av delstatens senat i Pennsylvania 1858-1859 och ledamot av USA:s representanthus 1863-1890. Talmannen Michael C. Kerr avled 1876 och Randall valdes till talman. Han var talman fram till 1881, då republikanerna fick majoritet och han efterträddes av J. Warren Keifer.
Randalls grav finns på Laurel Hill Cemetery i Philadelphia.